# Helmsley
Helmsley ist eine Ortschaft in der englischen Unitary Authority North Yorkshire.  Die Einwohnerzahl beträgt etwa 1500.
Bekannt ist der Ort für die Burgruine Helmsley Castle. Am Ort sind Spuren einer 5000-jährigen Besiedlungsgeschichte nachweisbar. Heute spielt der Tourismus eine große Rolle. Mittelpunkt der Stadt ist der zentrale große Platz.
Etwa zwei Kilometer westlich liegen die Ryedale Windypits.